# Joe Graboski
Joseph W. "Joe" Graboski (Chicago, Illinois, 15 de enero de 1930-Columbus, Ohio, 2 de julio de 1998) fue un jugador de baloncesto estadounidense que disputó trece temporadas en la NBA, además de jugar en la NPBL y la EPBL. Con 2,01 metros de estatura, jugaba en la posición de ala-pívot.

## Trayectoria deportiva

### High School
Jugó en su etapa de instituto en el Tuley High School de Chicago, y se convirtió en el tercer jugador de la historia de la NBA, tras Tony Kappen y Connie Simmons en ir directamente a la liga profesional sin pasar por la universidad.

### Profesional
Comenzó su andadura profesional en los Chicago Stags de la BAA con sólo 18 años, disputando dos temporadas en las que sería una de las últimas opciones de su entrenador. En la segunda de ellas promedió 3,6 puntos por partido.
En 1950 se fue a jugar a la NPBL, una competición que únicamente duró una temporada, en la cual participó en dos equipos, con los Kansas City Hi-Spots, con los que promedió 13,8 puntos por partido, y con los Louisville Alumnites, promediando 7,6.
En 1951 regresó a la NBA para fichar por los Indianapolis Olympians, donde jugó dos temporadas, ya como titular indiscutible, promediando un doble-doble en la segunda de ellas, con 13,0 puntos y 10,0 rebotes por partido, el segundo mejor anotador tras Leo Barnhorst y el máximo reboteador de su equipo.
Tras la desaparición del equipo, en 1953 ficha por los Philadelphia Warriors, donde jugaría 8 temporadas, todas ellas como titular. En la temporada 1955-56 se proclamarían campeones de la NBA tras derrotar en las Finales a los Fort Wayne Pistons por 4-1. Graboski fue el tercer mejor anotador de su equipo, con 14,4 puntos por partido, tras Paul Arizin y Neil Johnston, a los que añadió 8,9 rebotes. Su actuación fue determinante en el quinto partido de las finales, el que les dio la victoria definitiva, al conseguir 29 puntos.
A nivel estadístico, su mejor temporada con los Warriors fue la 1958-59, en la que volvió a promediar un doble-doble, con 14,7 puntos y 10,4 rebotes por partido.
Antes del comienzo de la temporada 1961-62 fue traspasado a los St. Louis Hawks a cambio de Frank Radovich, quienes poco después lo enviarían a Chicago Packers junto con Sihugo Green y Woody Sauldsberry a cambio de Barney Cable y Archie Dees. Pero tampoco acabó ahí la temporada, sino que fue traspasado nuevamente, esta vez a los Syracuse Nationals, donde jugaría sus últimos partidos en la liga. Jugó posteriormente dos años más en la EPBL antes de retirarse definitivamente.

## Estadísticas de su carrera en la NBA

### Temporada regular
| Temporada | Edad | Equipo                 | Liga  | P   | TIT | MIN  | TC  | TCA  | %TC  | 3P | 3PA | %3P | TL  | TLA | %TL  | R.OF. | R.DEF. | REB  | ASIS | ROB | TAP | PER | FP  | PTS  |
| 1948-49   | 19   | Chicago Stags          | BAA   | 45  |     |      | 1.2 | 3.5  | .344 |    |     |     | 0.4 | 1.1 | .347 |       |        |      | 0.4  |     |     |     | 1.9 | 2.8  |
| 1949-50   | 20   | Chicago Stags          | NBA   | 57  |     |      | 1.3 | 4.3  | .304 |    |     |     | 0.9 | 1.6 | .596 |       |        |      | 0.6  |     |     |     | 1.7 | 3.6  |
| 1951-52   | 22   | Indianapolis Olympians | NBA   | 66  |     | 37.0 | 4.8 | 12.5 | .387 |    |     |     | 4.0 | 6.0 | .667 |       |        | 9.9  | 2.0  |     |     |     | 3.8 | 13.7 |
| 1952-53   | 23   | Indianapolis Olympians | NBA   | 69  |     | 40.1 | 3.9 | 11.6 | .340 |    |     |     | 5.1 | 7.4 | .682 |       |        | 10.0 | 2.3  |     |     |     | 4.4 | 13.0 |
| 1953-54   | 24   | Philadelphia Warriors  | NBA   | 71  |     | 38.9 | 5.0 | 14.1 | .354 |    |     |     | 3.3 | 4.9 | .674 |       |        | 9.4  | 2.3  |     |     |     | 3.1 | 13.3 |
| 1954-55   | 25   | Philadelphia Warriors  | NBA   | 70  |     | 35.9 | 5.3 | 15.7 | .340 |    |     |     | 3.0 | 4.3 | .686 |       |        | 9.1  | 2.6  |     |     |     | 3.7 | 13.6 |
| 1955-56   | 26   | Philadelphia Warriors  | NBA   | 72  |     | 33.0 | 5.5 | 14.9 | .369 |    |     |     | 3.3 | 4.7 | .706 |       |        | 8.9  | 2.6  |     |     |     | 3.8 | 14.4 |
| 1956-57   | 27   | Philadelphia Warriors  | NBA   | 72  |     | 34.7 | 5.4 | 15.5 | .349 |    |     |     | 3.5 | 4.5 | .783 |       |        | 8.5  | 1.9  |     |     |     | 3.4 | 14.3 |
| 1957-58   | 28   | Philadelphia Warriors  | NBA   | 72  |     | 28.8 | 4.7 | 14.1 | .335 |    |     |     | 3.2 | 4.2 | .749 |       |        | 7.9  | 1.7  |     |     |     | 3.5 | 12.6 |
| 1958-59   | 29   | Philadelphia Warriors  | NBA   | 72  |     | 34.5 | 5.5 | 15.5 | .353 |    |     |     | 3.8 | 5.0 | .750 |       |        | 10.4 | 2.1  |     |     |     | 3.5 | 14.7 |
| 1959-60   | 30   | Philadelphia Warriors  | NBA   | 73  |     | 17.4 | 3.0 | 8.0  | .372 |    |     |     | 1.8 | 2.4 | .753 |       |        | 4.9  | 1.5  |     |     |     | 2.0 | 7.7  |
| 1960-61   | 31   | Philadelphia Warriors  | NBA   | 68  |     | 14.9 | 2.5 | 7.5  | .333 |    |     |     | 1.9 | 2.7 | .694 |       |        | 3.9  | 1.1  |     |     |     | 2.2 | 6.8  |
| 1961-62   | 32   | TOTAL                  | NBA   | 38  |     | 12.3 | 2.0 | 5.8  | .348 |    |     |     | 1.0 | 1.7 | .600 |       |        | 4.1  | 0.7  |     |     |     | 1.6 | 5.1  |
| 1961-62   | 32   | St. Louis Hawks        | NBA   | 3   |     |      |     |      |      |    |     |     |     |     |      |       |        |      |      |     |     |     |     |      |
| 1961-62   | 32   | Chicago Packers        | NBA   | 12  |     |      |     |      |      |    |     |     |     |     |      |       |        |      |      |     |     |     |     |      |
| 1961-62   | 32   | Syracuse Nationals     | NBA   | 23  |     |      |     |      |      |    |     |     |     |     |      |       |        |      |      |     |     |     |     |      |
| Total     |      |                        | TOTAL | 845 |     | 30.5 | 4.1 | 11.6 | .352 |    |     |     | 2.9 | 4.1 | .700 |       |        | 8.1  | 1.8  |     |     |     | 3.1 | 11.0 |
|           |      |                        | NBA   | 800 |     | 30.5 | 4.2 | 12.0 | .352 |    |     |     | 3.0 | 4.2 | .705 |       |        | 8.1  | 1.9  |     |     |     | 3.1 | 11.4 |
|           |      |                        | BAA   | 45  |     |      | 1.2 | 3.5  | .344 |    |     |     | 0.4 | 1.1 | .347 |       |        |      | 0.4  |     |     |     | 1.9 | 2.8  |

### Playoffs
| Temporada | Edad | Equipo                 | Liga  | P  | MIN | TCA | TC  | 3PA | 3P | TLA | TL  | R.OF. | REB | ASIS | FP  | PTS | %TC  | %3P | %FT   | MIN  | PTS  | REB  | AST |
| 1948-49   | 19   | Chicago Stags          | BAA   | 1  |     | 0   | 6   |     |    | 0   | 0   |       |     | 0    | 1   | 0   | .000 |     |       |      | 0.0  |      | 0.0 |
| 1949-50   | 20   | Chicago Stags          | NBA   | 1  |     | 0   | 0   |     |    | 0   | 0   |       |     | 0    | 0   | 0   |      |     |       |      | 0.0  |      | 0.0 |
| 1951-52   | 22   | Indianapolis Olympians | NBA   | 2  | 96  | 19  | 48  |     |    | 8   | 15  |       | 23  | 3    | 7   | 46  | .396 |     | .533  | 48.0 | 23.0 | 11.5 | 1.5 |
| 1952-53   | 23   | Indianapolis Olympians | NBA   | 2  | 76  | 14  | 28  |     |    | 6   | 8   |       | 16  | 0    | 5   | 34  | .500 |     | .750  | 38.0 | 17.0 | 8.0  | 0.0 |
| 1955-56   | 26   | Philadelphia Warriors  | NBA   | 10 | 313 | 53  | 154 |     |    | 26  | 35  |       | 94  | 27   | 37  | 132 | .344 |     | .743  | 31.3 | 13.2 | 9.4  | 2.7 |
| 1956-57   | 27   | Philadelphia Warriors  | NBA   | 2  | 91  | 13  | 40  |     |    | 9   | 11  |       | 22  | 4    | 7   | 35  | .325 |     | .818  | 45.5 | 17.5 | 11.0 | 2.0 |
| 1957-58   | 28   | Philadelphia Warriors  | NBA   | 8  | 252 | 40  | 138 |     |    | 18  | 23  |       | 82  | 30   | 21  | 98  | .290 |     | .783  | 31.5 | 12.3 | 10.3 | 3.8 |
| 1959-60   | 30   | Philadelphia Warriors  | NBA   | 9  | 129 | 17  | 58  |     |    | 7   | 9   |       | 30  | 9    | 23  | 41  | .293 |     | .778  | 14.3 | 4.6  | 3.3  | 1.0 |
| 1960-61   | 31   | Philadelphia Warriors  | NBA   | 1  | 1   | 0   | 0   |     |    | 0   | 0   |       | 0   | 0    | 0   | 0   |      |     |       | 1.0  | 0.0  | 0.0  | 0.0 |
| 1961-62   | 32   | Syracuse Nationals     | NBA   | 4  | 24  | 1   | 7   |     |    | 1   | 1   |       | 4   | 0    | 3   | 3   | .143 |     | 1.000 | 6.0  | 0.8  | 1.0  | 0.0 |
| Total     |      |                        | TOTAL | 40 | 982 | 157 | 479 |     |    | 75  | 102 |       | 271 | 73   | 104 | 389 | .328 |     | .735  | 25.8 | 9.7  | 7.1  | 1.8 |
|           |      |                        | NBA   | 39 | 982 | 157 | 473 |     |    | 75  | 102 |       | 271 | 73   | 103 | 389 | .332 |     | .735  | 25.8 | 10.0 | 7.1  | 1.9 |
|           |      |                        | BAA   | 1  |     | 0   | 6   |     |    | 0   | 0   |       |     | 0    | 1   | 0   | .000 |     |       |      | 0.0  |      | 0.0 |